# 北村晴朗
北村 晴朗（きたむら せいろう、1908年4月21日 - 2005年7月16日）は、日本の心理学者。

## 略歴
宮城県加美郡（現仙台市）出身。1935年東北帝国大学法文学部心理学科卒。1962年「心理学における自我の諸問題」で東北大学文学博士。1947年第二高等学校教授、1950年東北大学文学部助教授、1960年教授となり、1972年定年退官、名誉教授、秋田大学教授、1974年から東北福祉大学教授を務めた。後年には仏教に基づく心理学を研究した。

## 著書
- 『自我の心理』誠信書房 1962
- 『適応の心理』誠信書房 1965
- 『人間形成の心理』協同出版 1968
- 『心像表象の心理』誠信書房 1982
- 『希望の心理 自分を生かす』 (ラポール双書)金子書房 1983
- 『自我の心理・続考 意識・個性的人格・無我』川島書店 1991
- 『全人的心理学 仏教理論に学ぶ』東北大学出版会 2001

### 共編著
- 『一般心理学演習』編著 誠信書房 1960
- 『心理学研究法』安倍淳吉,黒田正典共編 誠信書房 1969
- 『総説人間の心理』編著 南窓社 1978
- 『刺激のない世界 人間の意識と行動はどう変わるか』大久保幸郎共編 新曜社 1986

### 翻訳
- ジョン・コーエン『人間性の心理 ヒューマニスティック・サイコロジー』大久保幸郎共訳 誠信書房 1968
- ロバート・トムソン『心理学の歴史』監訳 北望社 1969
- ジョン・コーエン『心理的確率』佐藤怜共訳 現代心理学の展開 誠信書房 1976
- ロバート E.オーンスタイン『意識の心理 知性と直観の統合』加藤孝義共訳 産業能率短期大学出版部 1976
- ハロルド・W.スティーブンソン, ジェームズ・W.スティグラー『小学生の学力をめぐる国際比較研究 日本・米国・台湾の子どもと親と教師』木村進共監訳 金子書房 1993
- エーリヒ・ロータッカー『人格の成層論』監訳 (叢書・ウニベルシタス) 法政大学出版局 1995

## 論文
- <北村晴朗